# Понтонное
Понтонное (до 1948 года Ряйхяранта, фин. Raiharanta) — посёлок в Ромашкинском сельском поселении Приозерского района Ленинградской области.

## Название
6 января 1948 года исполком Юлемякского сельсовета, опираясь на постановление общего собрания рабочих и служащих подсобного хозяйства ВИУ «имени Жданова« присвоил деревне Ряйхяранта наименование Понтонное.

## История

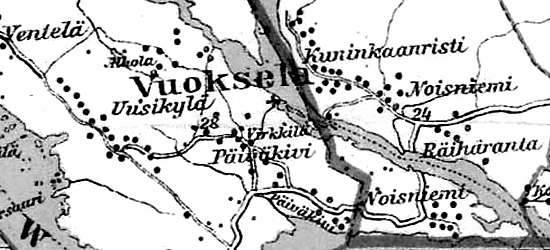
Деревня Ряйхяранта на финской карте 1923 года

До 1939 года деревня Ряйхяранта входила в состав волости Вуоксела Выборгской губернии Финляндской республики.
С 1 января 1940 года в составе Карело-Финской ССР.
С 1 августа 1941 года по 31 июля 1944 года финская оккупация.
С 1 ноября 1944 года в составе Юлимякского сельсовета Кексгольмского района.
С 1 октября 1948 года в составе Красноармейского сельсовета Приозерского района.
С 1 января 1949 года учитывается как деревня Понтонное. В ходе укрупнения хозяйства к деревне были присоединены соседние селения: Нойсниеми, Мюллюпелто, Осуускауппа, Мюллюпуро.
С 1 февраля 1963 года — в составе Выборгского района.
С 1 января 1965 года — вновь в составе Приозерского района. В 1965 году деревня насчитывала 354 жителя.
По данным 1966 и 1973 годов посёлок Понтонное входил в состав Красноармейского сельсовета.
По данным 1990 года посёлок Понтонное входил в состав Ромашкинского сельсовета.
В 1997 году в посёлке Понтонное Ромашкинской волости проживал 331 человек, в 2002 году 328 человек (русские — 74 %).
В 2007 году в посёлке Понтонное Ромашкинского СП проживали 292 человека, в 2010 году — 365 человек.

## География
Посёлок расположен в западной части района на автодороге 41К-262 (Сапёрное — Мельниково).
Расстояние до административного центра поселения — 2 км.
Расстояние до ближайшей железнодорожной станции Громово — 16 км.
Посёлок находится на левом берегу реки Вуокса-Вирта, через посёлок протекает река Стрель.

## Демография
| 2007 | 2010 | 2017 |
| ---- | ---- | ---- |
| 292  | ↗365 | ↗458 |

## Улицы
Земляничная, Молодёжная, Ручейковая.